# 许尔彭-维特姆
许尔彭-维特姆（荷蘭語：Gulpen-Wittem）是荷蘭的一個城市和市鎮，位於荷蘭東南部，在行政區劃上屬於林堡省。许尔彭-维特姆設立於1999年，是由许尔彭和维特姆兩地合併設立。

## 外部連結
- 维基共享资源上的相關多媒體資源：许尔彭-维特姆
- Official website（页面存档备份，存于）